# Focalização isoelétrica

## Definições
A eletroforese é um conjunto de técnicas que visa separar, por cargas, diferentes biomoléculas e partículas em um fluído sob influência de um campo elétrico. 
Uma dessas técnicas de eletroforese é a focalização isoelétrica (IEF – do inglês: isoelectric focusing), que permite a separação de moléculas e componentes anfólitos, de acordo com seu comportamento como ácidos e bases fracas, através de seus distintos pontos isoelétricos. O ponto isoelétrico (pI) por sua vez é a faixa de pH onde uma molécula apresenta carga elétrica líquida nula.
A IEF utiliza o conceito de ponto isoelétrico para separar as diferentes moléculas de uma solução, através de uma solução em gradiente de pH, dentro de um campo elétrico. Onde as moléculas que se deseja separar, migram de um polo a outro do campo elétrico, até entrarem na faixa de pH correspondente ao seu ponto isoelétrico. Sendo este o local onde as mesmas, uma vez que o valor de suas cargas elétricas líquidas são iguais a zero, ficam “Focalizadas”. 
O gradiente de pH na IEF é formado por uma mistura de oligômeros de baixa massa molecular (600 a 900 D), que apresentam grupos alifáticos tanto amino, quanto carboxílico, com uma vasta gama de constantes de ionização. Sob os efeitos de um campo elétrico em solução, esses anfólitos migram para seus pontos isoelétricos, de modo que os mais ácidos se encontram mais próximos do ânodo e os progressivamente mais básicos se agrupam no polo oposto (cátodo). Deste modo o gradiente de pH, mantido em um campo elétrico, é formado pela ação tamponante destes anfólitos.

## Técnica
A técnica de focalização isoelétrica baseia-se na aplicação de um campo elétrico sob as proteínas a serem separadas em um gradiente de pH em gel. A voltagem aplicada induz a migração das proteínas através do gradiente de pH. Quando a proteína alcança a faixa de pH do gradiente correspondente ao seu ponto isoelétrico não há mais migração, pois, a mesma encontra-se com carga líquida nula. Dessa forma, diferentes proteínas presentes em uma amostra são separadas em um gel de acordo com seu ponto isoelétrico. A focalização isoelétrica pode ser feita através de um gradiente de pH imobilizado ou utilizando anfólitos carreadores.
O gradiente de pH imobilizado (IPG, Immobilized pH Gradient) consiste no uso de géis de poliacrilamida covalentemente ligada a anfólitos, dispostos no formato de tiras. Os anfólitos são eletrólitos anfotéricos que irão resultar em regiões com diferentes pHs. Para a preparação de tiras de IPGs, derivados de acrilamida com diferentes pKs (devido aos anfólitos) são misturados de maneira ordenada para a formação do gradiente de pH e polimerização do gel. O uso de tiras de IPGs é vantajoso devido a estabilidade e reprodutibilidade relacionadas a essa técnica. As tiras podem ser sintetizadas em diferentes tamanhos e faixas de pH, dependendo do objetivo. Quanto ao tamanho, tiras IPG podem variar de 7 a 24 cm. Quanto a capacidade de separação por pH, podem ser utilizadas para separar uma faixa ampla de pH, por exemplo de 3 a 10, faixas médias, como pHs de 4 a 7, ou micro faixas, como pHs de 3,9 a 5,1. 
Outra forma de realização da focalização isoelétrica é utilizando anfólitos carreadores. Nessa metodologia, uma mistura de diferentes anfólitos é adicionada a um gel de poliacrilamida. Sob a influência de um campo elétrico, esses anfólitos irão formar o gradiente de pH ao longo do gel, permitindo que ocorra a separação das proteínas pelo seu pI. Apesar de ser uma metodologia mais barata, não é tão estável e reprodutível quanto a utilização de IPGs.
É importante ressaltar que amostras proteicas que serão submetidas à focalização isoelétrica devem manter sua carga natural, portanto, esses géis não utilizam detergentes como dodecil sulfato de sódio (SDS) para conferir carga a proteína. No lugar do SDS, outro agente desnaturante, que não influencia na carga proteica, deve ser utilizado, como a Ureia 6M. 

## Aplicação
Além da capacidade de separação de diferentes proteínas de acordo com o pI, a focalização isoelétrica tem importante aplicação em estudos proteômicos. Uma das metodologias aplicadas para a obtenção de um proteoma é a eletroforese bidimensional. Nessa metodologia, uma amostra de proteínas provenientes de um determinado organismo, órgão, tecido ou célula tem seu conteúdo separado e visualizado de acordo com duas propriedades: ponto isoelétrico e massa relativa. 
Quando uma amostra para estudo proteômico é obtida, inicialmente, suas proteínas são extraídas e os contaminantes (carboidratos, DNA...) são removidos. As proteínas da amostra são aplicadas em um gel de focalização isoelétrica para a separação por pI. Terminado esse procedimento, o gel resultante da focalização é submetido a uma nova eletroforese (SDS-PAGE) que irá permitir a separação das proteínas de acordo com a sua massa relativa. Dessa forma, as proteínas são previamente separadas de acordo com seu pI e posteriormente separadas de acordo com a massa. Essa técnica permite visualizar o padrão de expressão de proteínas de diferentes amostras. Após as separações, de acordo com o objetivo do estudo, as proteínas podem ser recuperadas do gel, levadas ao espectrômetro de massas (após preparação prévia) e identificadas de maneira qualitativa e quantitativa. 